# ルクス (企業)
株式会社ルクス（ルクス、英文社名：Lux Co.）は、ランプの販売、メンテナンスを行う企業である。

## 主力製品・事業
- ハロゲン、蛍光ランプ、水銀ランプなど各種ランプの販売
- 照明器具の製造販売
- ランプメンテナンス作業請負

## 主要事業所
- 本社 - 兵庫県姫路市豊富町御蔭字高丸703番地
- 東京営業所 - 東京都港区芝4-10-5スター・カンパニーズ・ビルディング3F
- 大阪営業所 - 大阪市淀川区西中島7-1-26オリエンタル新大阪ﾋﾞﾙ1F
- 福岡営業所 - 大野城市山田2-14-1　グレースマンション大野城1F

## 沿革
- 1991年6月 - 株式会社ルクス設立
- 1991年12月 - 東京都港区芝浦にて営業開始
- 1995年2月 - フェニックスライティング（株）事業部門と合併
- 1995年3月 - 大阪営業所開設
- 1996年6月 - 福岡営業所開設
- 1999年11月 - 資本金1,000万円より3,000万円へ増資

## 主要関係会社

### 関係企業
- フェニックス電機